# Чезана-Бріанца
Чезана-Бріанца (італ. Cesana Brianza) — муніципалітет в Італії, у регіоні Ломбардія, провінція Лекко.
Чезана-Бріанца розташована на відстані близько 510 км на північний захід від Рима, 45 км на північ від Мілана, 9 км на південний захід від Лекко.
Населення — 2411 осіб (2014).
Щорічний фестиваль відбувається 9 серпня. Покровитель — San Fermo.

## Демографія
Населення за роками:

Станом на 1 січня 2023 року в муніципалітеті офіційно проживало 109 іноземців з 16 країн, серед них 33 громадяни країн Євросоюзу та 8 громадян України.

## Сусідні муніципалітети
- Анноне-ді-Бріанца
- Бозізіо-Парині
- Канцо
- Чивате
- Еупіліо
- Пузіано
- Суелло